# Ramón Mateu Montesinos
Ramón Mateu Montesinos (Valencia, 1891-Madrid, 1981) fue un escultor español.

## Carrera
Realizó su formación en la Real Academia de Bellas Artes de San Carlos de Valencia y en la Real Academia de Bellas Artes de San Fernando de Madrid. 
Concurre a las Exposiciones Nacionales de 1915 y 1917. En 1919 expone en La Habana. Viajó mucho entre España, Estados Unidos y Cuba. En 1927 viajó a Cuba, en donde conoce a Rafael Larco Herrera quien al mostrarle unos retratos y acuarelas indígenas, despierta en Mateu el interés por conocer Perú y especialmente Cuzco. En esa ciudad creó una importante serie de esculturas en que plasmó las características de los tipos raciales peruanos, cuya personalidad supo captar magistralmente. En general, América determinó de forma radical su producción de aquellos años. 
A su regreso a España estableció definitivamente su residencia en Madrid, pero continuó viajando por Bélgica, Francia, Italia, Estados Unidos y Chile. Expuso de forma individual y participó en varias muestras nacionales. Fue profesor en las Escuelas de Artes y Oficios de Jaén (1933) y Madrid y académico de Honor en la de San Carlos de Valencia. En 1980 le fue concedida la Medalla del Centenario del Círculo de Bellas Artes.

## Obras
Su estilo sintetiza el anecdotismo tipo Benlliure con la voluptuosidad modernista y el arcaísmo posterior, y se aplica sobre todo a monumentos e imaginería religiosa. Su vasta producción se caracteriza por el acierto con que supo reflejar en sus creaciones más personales la línea mediterraneísta, sin salirse nunca de cierto clasicismo muy del gusto de la época. Trabajó diversos materiales, como la madera, la piedra o el bronce. Entre sus muchas esculturas cabe nombrar:
- Retrato de José Pinazo Martínez (escultura)[1]
- una Maternidad (1930)
- la Venus del Lago (1934).
- Busto a Miguel Aldama y Alfonso, en la Habana, Cuba.[2]
- En Perú realiza varias esculturas de cabezas: El Amauta, Cantuta, El Keshua, Chola cuzqueña, Yupanqui y La virgen india.
- También en Perú, las esculturas de «las cuatro Estaciones» por encargo directo del Presidente don Augusto B. Leguiaen.[3]
- Su Cristo de la mar obtiene la primera medalla de la Exposición Nacional de Madrid en 1941. Se llamó después Jesús preso cuando la escultura fue adquirida por la Cofradía de la Vera-Cruz en 1943, para la Basílica Menor de San Ildefonso, Jaén.[4][5]
- El Robo Del Dolor, Museo Nacional de Bellas Artes de Santiago de Chile.[6]
- el altorrelieve en piedra del Corazón de Jesús sito en la escalera principal del ayuntamiento de Valencia.
- los retablos de la Virgen del Pilar y el de la Virgen de Loreto de la Basílica de la Santa Cruz del Valle de los Caídos.[7]
- Varias esculturas en el Museo de Medallística "Enrique Giner" de Nules[8]